# Hanna Ullerstam
Hanna Jessica Ullerstam, född 30 oktober 1974 i Göteborg, är en svensk skådespelerska som arbetar inom film och teater.  Hon är känd från bland annat Call Girl (2012), Monica Z (2013)  Kalifat (2020)  Detektiven från Beledweyne (2023) och Sanningen (2024).
Sedan 2004 har hon medverkat i flera produktioner på  Göteborgs dramatiska teater.
Under Göteborg Film Festival 2020 medverkade hon som sjuksköterska i Anna Odells  "Undersökningen”.

## Filmografi (i urval)
- 2012 – Hinsehäxan
- 2012 – Call Girl
- 2012 – Johan Falk – De 107 patrioterna
- 2013 – Monica Z
- 2014 – Hallonbåtsflyktingen
- 2014 – Min så kallade pappa
- 2015 – Ack Värmland (TV-serie) (gästroll)
- 2016–2020 – Kommissarien och havet (TV-serie)
- 2017 – Jakten på tidskristallen (TV-serie)
- 2017 – Syrror (TV-serie)
- 2017 – Fallet (TV-serie)
- 2018 – Maria Wern – Jord ska du åter vara (TV-serie)
- 2019 – Vår tid är nu (TV-serie)
- 2020 – Kalifat (TV-serie)
- 2020 – Psykos i Stockholm
- 2020 – Sommaren 85 (TV-serie)
- 2020 – Bäckström (TV-serie)
- 2021 – Huss (TV-serie)
- 2022 – Så jävla easy going
- 2022 – Andra akten
- 2022 – Beck – Den gråtande polisen (TV-serie)
- 2022 – Maskineriet (TV-serie)
- 2023 – Body Odyssey
- 2023 – Sanningen (TV-serie)
- 2023 – Detektiven från Beledweyne (TV-serie)
- 2023 – Sockerexperimentet
- 2024 – Sanningen (TV-serie)
- 2024 – Den svenska torpeden
- 2025 – Stenbeck (TV-serie)

## Teater (i urval)
- 2003 – Festen
- 2009 – I lodjurets timme
- 2011 – The Glory of Living
- 2012 – Kärlek och pengar
- 2013 – That Face
- 2015 – Kentaur
- 2016 – Valerie Jean Solanas ska bli president i Amerika
- 2017 – Kriget har inget kvinnligt ansikte
- 2018 – Terror
- 2019 – Faces
- 2020 – Barnen
- 2022 – Att tveka
- 2023 – Den sårade divan

## Radioteater
- 2022 – Elvis och Sam
- 2023 – Tjuven på Nikolaus läroverk (SRs Julkalender)